# Abraxas liliput
Abraxas liliput är en fjärilsart som beskrevs av Felix Bryk 1948. Abraxas liliput ingår i släktet Abraxas och familjen mätare. Inga underarter finns listade i Catalogue of Life.